# Gaubschat
La société Gaubschat Fahrzeugwerke GmbH a été fondée en 1904 à Rixdorf, ville intégrée dans Berlin en 1912 et renommée Berlin-Neukölln, par Fritz Gaubschat. L'entreprise était surtout connue pour la production de trains omnibus.

## Histoire

### Années 1904 - 1945
À ses débuts, Gaubschat fabrique principalement des voitures hippomobiles et, ce n'est qu'à partir de 1922, que l'entreprise commence à réaliser des carrosseries d'autobus sur des châssis de différents constructeurs, dont Daimler-Motoren-Gesellschaft. En 1937, la société a présenté le premier autobus avec remorque à direction forcée, qui suivait toujours la voie de l'essieu arrière de l'autobus. Gaubschat Fahrzeugwerke a acquis les droits de construction de ce véhicule auprès d'un constructeur italien, inventeur du système et détenteur des brevets. Ce modèle d'un nouveau genre fut rapidement baptisé "D-Bahn der Landstrasse" et devint le produit le plus important de Gaubschat qui en a fabriqué une grande quantité pour la Deutsche Reichsbahn. Le plus grand modèle mesurait 22 mètres de long.
Pendant la Seconde Guerre mondiale, l'usine Gaubschat a reçu un nombre important de commandes d'armement, notamment des fourgons à gaz avec portes battantes à fermeture hermétique à l'arrière, qui ont été transformées dans un atelier du Bureau principal de la sécurité du Reich. Des unités SS ont assassiné un nombre indéterminé de personnes dans ces « véhicules spéciaux », dont 97.000 Juifs.

### Années 1946 – 1975
Après la guerre, Gaubschat s'est spécialisé dans la réparation de tramways. À partir de 1950, la fabrication des autobus avec remorques, surnommés trains omnibus, a repris dans l'usine de Berlin-Neukölln. En 1952/53, la Deutsche Bundesbahn a commandé 100 trains omnibus. Cependant, il était prévisible que la production de nouveaux ensembles train omnibus n'était pas la solution d'avenir. Gaubschat s'est orienté vers les autobus articulés de 17 mètres de longueur dont la société a présenté un prototype à l'IAA de 1953. 
Dans les années suivantes, Gaubschat Fahrzeugwerke a élargi sa gamme avec des autobus de ligne à un étage à deux essieux et des autobus urbains à impériale. Dans les années 1950, l'entreprise a noué un partenariat avec la société de transports de Berlin (LPP) qui a engendré à une forte dépendance aux commandes de la LPP. Dans les années qui suivirent, Gaubschat reçut de moins en moins de commandes, de sorte qu'en 1975, seuls 95 des 1.000 employés de la société étaient occupés. Après le décès de Helmut Gaubschat, le fils du fondateur, la situation financière catastrophique de la société a conduit au dépôt de bilan en 1975.

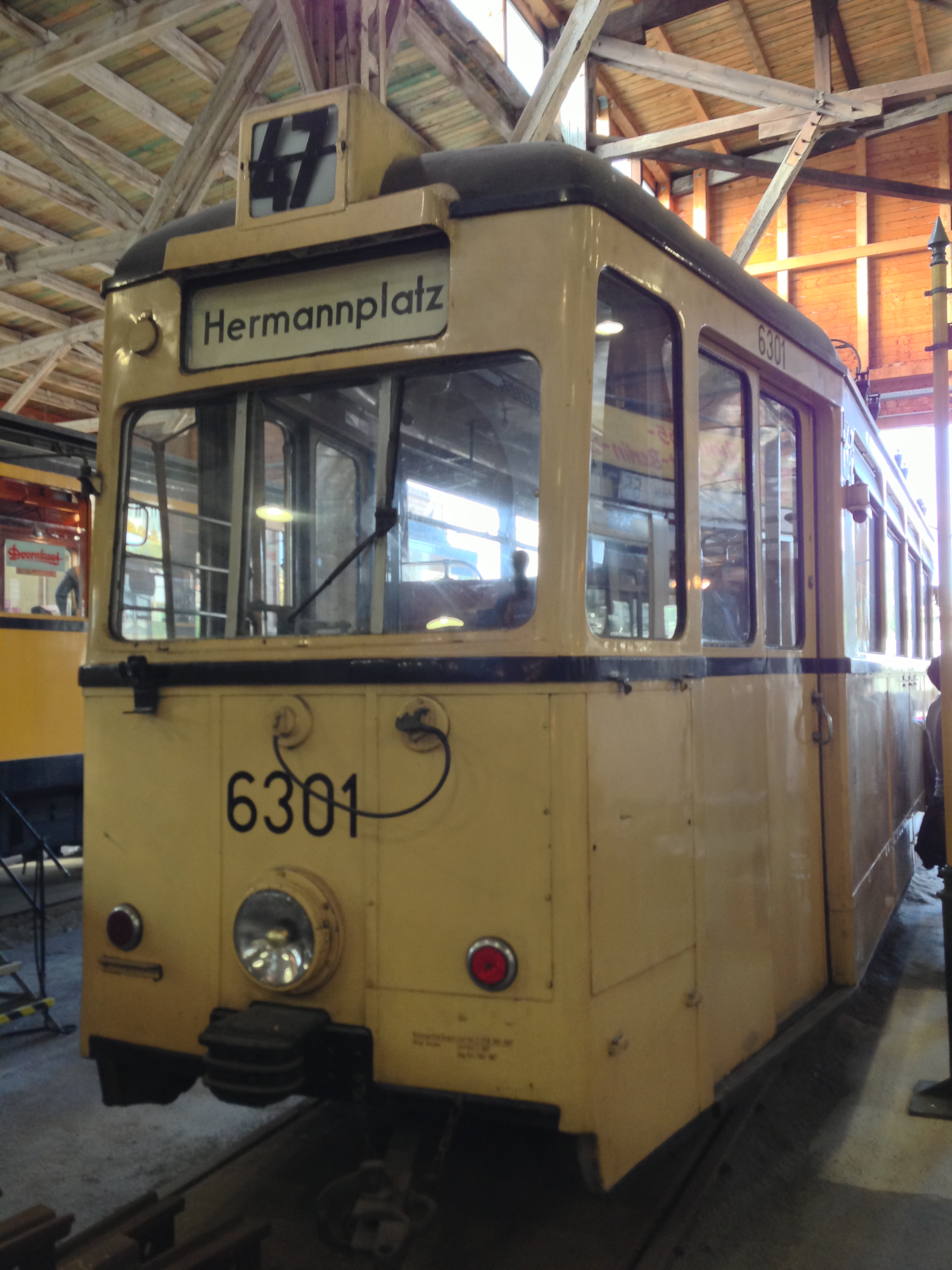
Voiture N° 6301 du tramway de Berlin conservée au musée (2012)
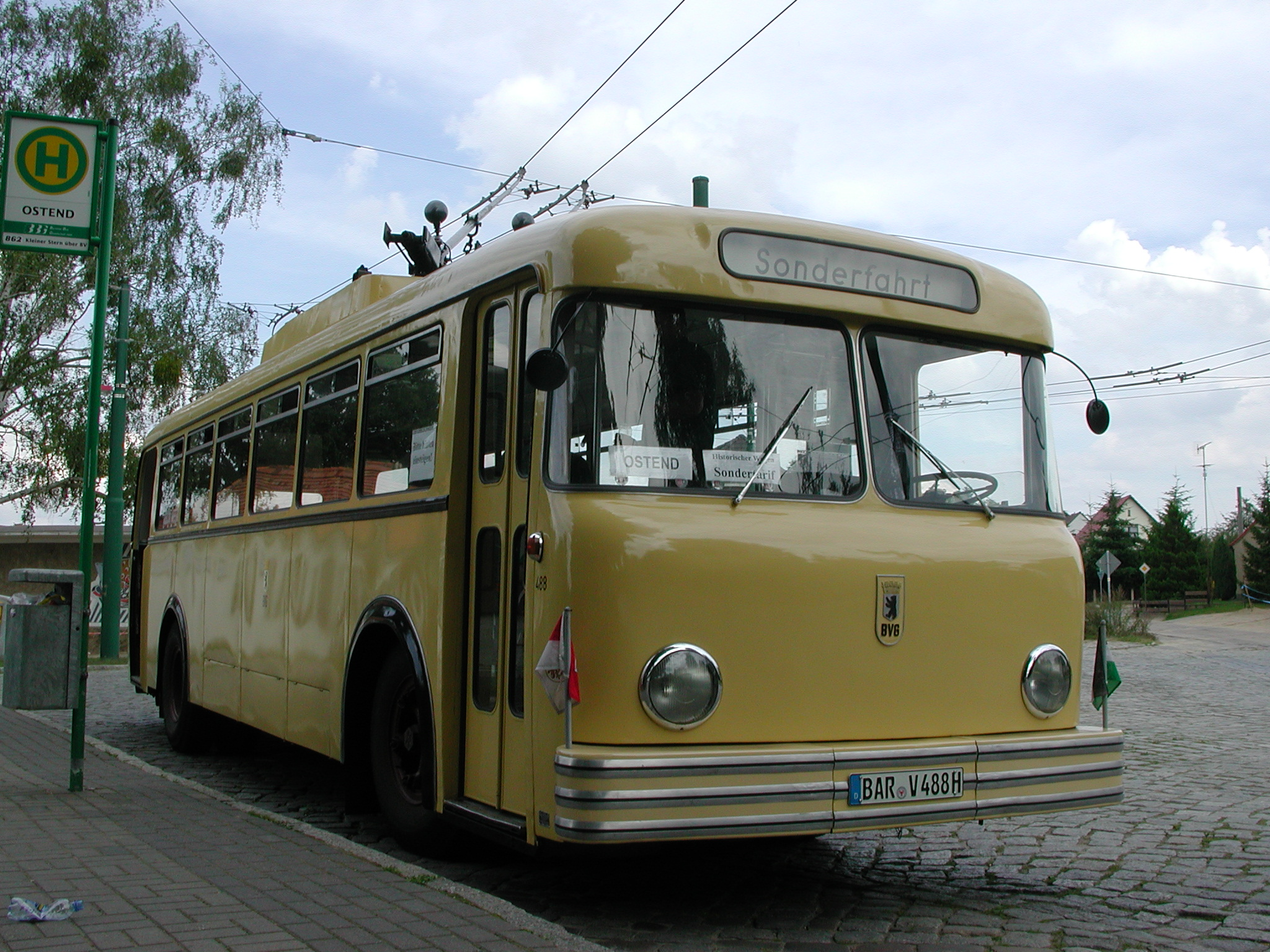
Trolleybus N° 488 restauré Henschel-AEG HS56 carrosserie Gaubschat de 1957 - BVG Berlin
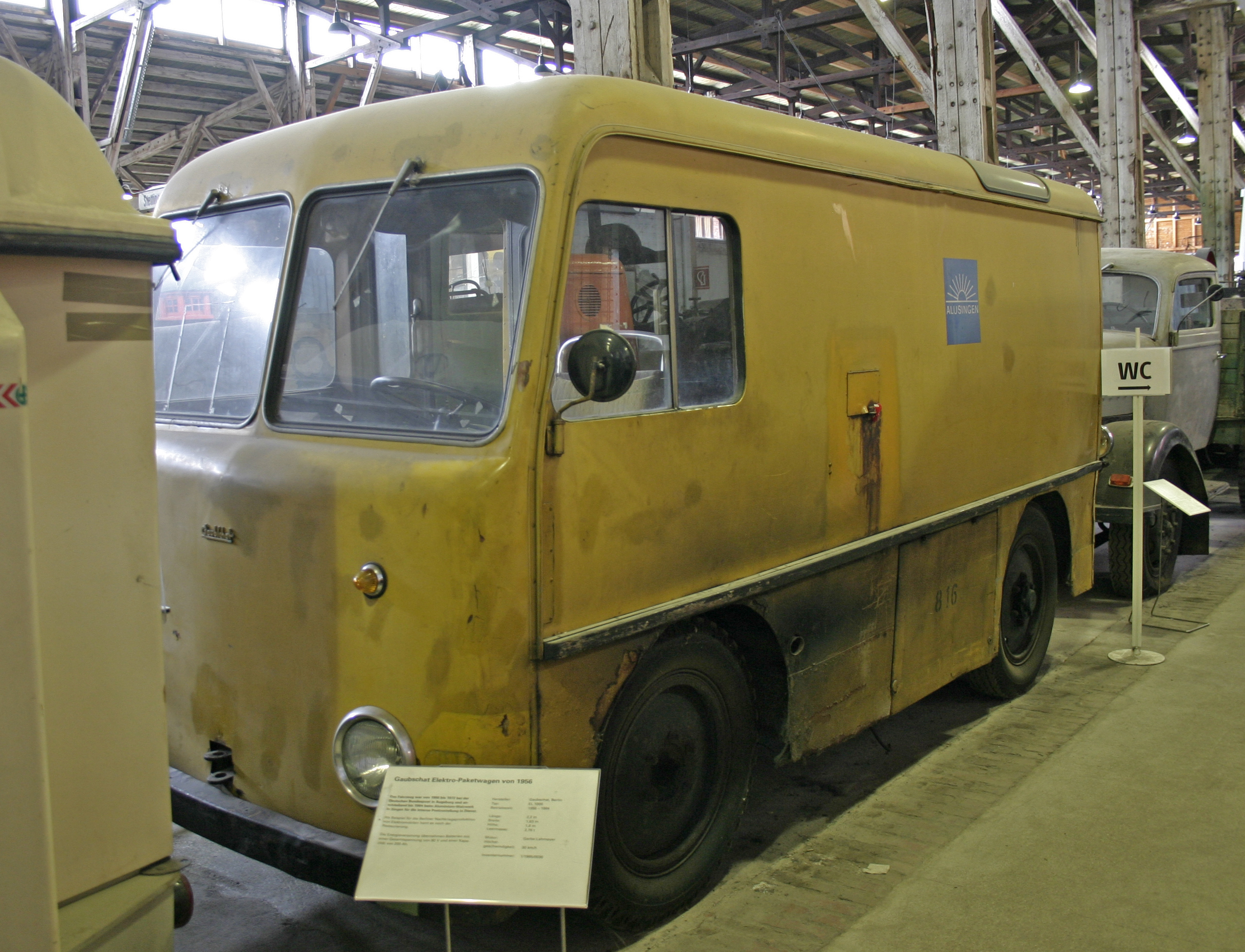
Fourgon électrique Gaubschat de 1956.

### 2019
La compagnie de transport Wartburgmobil a racheté la marque Gaubschat en mars 2019
.